# Xanthophyllum hainanense
Xanthophyllum hainanense är en jungfrulinsväxtart som beskrevs av Hu Hsien-Hsu. Xanthophyllum hainanense ingår i släktet Xanthophyllum och familjen jungfrulinsväxter. Inga underarter finns listade i Catalogue of Life.